# ليونارد تشيشير
جيفري ليونارد تشيشير (بالإنجليزية: Geoffrey Leonard Cheshire)‏ ـ (7 سبتمبر 1917 ـ 31 يوليو 1992) هو طيار حربي بريطاني شارك في الحرب العالمية الثانية ومحسن. حصل على أوسمة عديدة، من بينها صليب فيكتوريا (وهو أعلى وسام يُمنح تقديرًا للشجاعة القتالية) سنة 1944 ووسام الاستحقاق (1981) ووسام الخدمة المتميزة، واحتل سنة 2002 المركز الحادي والثلاثين في استفتاء أعظم مائة بريطاني، الذي أجرته هيئة الإذاعة البريطانية.

## روابط خارجية
- ليونارد تشيشير على موقع IMDb (الإنجليزية)
- ليونارد تشيشير على موقع ديسكوغز (الإنجليزية)